# إميليا باير
إميليا باير (بالألمانية: Emilia N. Bayer) هي نحّاتة ألمانية، ولدت في 1934 في صوفيا في بلغاريا.